# Diodoro di Tiro
Diodoro di Tiro (in greco antico: Διόδωρος?, Diódōros; Tiro, II secolo a.C. – Atene, dopo il 110 a.C.) è stato un filosofo peripatetico greco antico.

## Biografia
Diodoro, nato a Tiro, fu discepolo di Critolao e gli fu successore nella scuola peripatetica di Atene nel 118 a.C., connotandosi come uno degli ultimi peripatetici ellenistici. 
Nel 110 a.C. era ancora in attività quando Publio Licinio Crasso Musiano, questore di Macedonia, visitò Atene.

## Pensiero
Delle sue opere ci restano appena sei frammenti, citati da Cicerone, che nega che fosse un peripatetico genuino  per via di una sua massima etica tendente a riconciliare stoicismo ed epicureismo: «il sommo bene consiste nella presenza della virtù e nell'assenza del dolore»..